# Vallans
Vallans és un municipi francès situat al departament de Deux-Sèvres i a la regió de la Nova Aquitània. L'any 2007 tenia 730 habitants.

## Demografia

### Població
El 2007 la població de fet de Vallans era de 730 persones. Hi havia 276 famílies de les quals 48 eren unipersonals (24 homes vivint sols i 24 dones vivint soles), 104 parelles sense fills, 108 parelles amb fills i 16 famílies monoparentals amb fills.
La població ha evolucionat segons el següent gràfic:
Habitants censats

### Habitatges
El 2007 hi havia 305 habitatges, 280 eren l'habitatge principal de la família, 15 eren segones residències i 10 estaven desocupats. 293 eren cases i 10 eren apartaments. Dels 280 habitatges principals, 236 estaven ocupats pels seus propietaris, 43 estaven llogats i ocupats pels llogaters i 1 estava cedit a títol gratuït; 1 tenia una cambra, 10 en tenien dues, 20 en tenien tres, 64 en tenien quatre i 185 en tenien cinc o més. 228 habitatges disposaven pel capbaix d'una plaça de pàrquing. A 92 habitatges hi havia un automòbil i a 178 n'hi havia dos o més.

### Piràmide de població
La piràmide de població per edats i sexe el 2009 era:
| Homes | Edats   | Dones |
| ----- | ------- | ----- |
| 0     | 95 o +  | 0     |
| 0     | 90 a 94 | 8     |
| 8     | 85 a 89 | 8     |
| 0     | 80 a 84 | 0     |
| 4     | 75 a 79 | 4     |
| 4     | 70 a 74 | 4     |
| 16    | 65 a 69 | 24    |
| 0     | 60 a 64 | 16    |
| 12    | 55 a 59 | 0     |
| 12    | 50 a 54 | 12    |
| 32    | 45 a 49 | 24    |
| 32    | 40 a 44 | 20    |
| 20    | 35 a 39 | 24    |
| 28    | 30 a 34 | 28    |
| 24    | 25 a 29 | 24    |
| 8     | 20 a 24 | 20    |
| 4     | 15 a 19 | 12    |
| 24    | 10 a 14 | 12    |
| 24    | 5 a 9   | 12    |
| 36    | 0 a 4   | 20    |

## Economia
El 2007 la població en edat de treballar era de 481 persones, 392 eren actives i 89 eren inactives. De les 392 persones actives 364 estaven ocupades (187 homes i 177 dones) i 28 estaven aturades (13 homes i 15 dones). De les 89 persones inactives 40 estaven jubilades, 32 estaven estudiant i 17 estaven classificades com a «altres inactius».

### Ingressos
El 2009 a Vallans hi havia 287 unitats fiscals que integraven 782,5 persones, la mediana anual d'ingressos fiscals per persona era de 18.993 €.

### Activitats econòmiques
Dels 20 establiments que hi havia el 2007, 1 era d'una empresa alimentària, 1 d'una empresa de fabricació de material elèctric, 8 d'empreses de construcció, 3 d'empreses de comerç i reparació d'automòbils, 3 d'empreses de transport, 2 d'empreses d'hostatgeria i restauració, 1 d'una empresa immobiliària i 1 d'una empresa de serveis.
Dels 7 establiments de servei als particulars que hi havia el 2009, 2 eren guixaires pintors, 1 lampisteria, 3 electricistes i 1 restaurant.
Dels 2 establiments comercials que hi havia el 2009, 1 era una fleca i 1 una botiga d'equipament de la llar.
L'any 2000 a Vallans hi havia 14 explotacions agrícoles que ocupaven un total de 846 hectàrees.

## Equipaments sanitaris i escolars
El 2009 hi havia una escola maternal integrada dins d'un grup escolar amb les comunes properes formant una escola dispersa.

## Poblacions més properes
El següent diagrama mostra les poblacions més properes.